# Patara Gubi
Patara Gubi (gruz. პატარა გუბი) – wieś w Gruzji, w regionie Imeretia, w gminie Choni. W 2014 roku liczyła 165 mieszkańców.